# سان جورجس (كيبك)
سان جورجس، كيبك (بالإنجليزية: Saint-Georges)‏ هي مدينة كندية تقع في مقاطعة كيبك. تبلغ مساحة هذه المدينة 198.2103 (كم²)، ويبلغ عدد سكانها 29616 نسمة حسب إحصاء سنة 2006 م، بينما كان يسكنها 28127 نسمة في سنة 2001 م. تحتل هذه المدينة المرتبة رقم 137 بين مدن كندا حسب عدد السكان والمرتبة رقم 35 في المقاطعة. النمو سكاني في هذه المدينة يقدر بـ(5.3).

## توأمة
لسان جورجس (كيبك) اتفاقيات توأمة مع:
- ليزيو

## أعلام
- إدوارد لاكروا
- إيف كارون
- ماتيو روي
- ساندرا كوتور

## وصلات خارجية
- الأطلس الحكومي لكندا
- إحصاءات كندا مع ساعة تعداد السكان